# Col du Marchand
Le col du Marchand est un col situé dans le Massif central, dans le département français de l'Ardèche, à une altitude de 904 mètres.

## Toponymie
Initialement nommé col du Marchand, le col est rebaptisé en 2011 en l'honneur de Robert Marchand qui a gravi ce col à plus de 100 ans. Depuis, les plaques « col du Marchand » et « col Robert Marchand » coexistent sur place.